# Stylopoda cephalica
Stylopoda cephalica är en fjärilsart som beskrevs av Smith 1891. Stylopoda cephalica ingår i släktet Stylopoda och familjen nattflyn. Inga underarter finns listade i Catalogue of Life.